# II. Lajos hesseni nagyherceg
II. Lajos hesseni nagyherceg (németül: Großherzog Ludwig II. von Hessen und bei Rhein; Darmstadt, 1777. december 26. – Darmstadt, 1848. június 16.) 1830–1848 között Hessen nagyhercege.

## Származása és ifjúkora
Lajos herceg 1777 decemberében született X. Lajos hessen–darmstadti tartománygróf és Henrietta Lujza hessen–darmstadti hercegnő első gyermekeként. Szülei gondos, alapos oktatásban részesítették; az ifjú hercegnek lehetősége nyílt arra, hogy megismerkedjék a kor legnagyobb német íróival és gondolkodóival, mivel szülei ekkoriban Weimarban időztek. A család 1790-ben tért vissza a hesseni fővárosba, mikor X. Lajos tartománygróf megkezdte uralkodását. Az immár trónörökösi címet viselő Lajos herceg 1795. őszén beiratkozott a lipcsei egyetemre, ahol egészen 1798 végéig tanult. Szülei és testvérei a fenyegető francia csapatok elől kétszer is menekülni kényszerültek az országukból; 1796 júliusában éppen Lipcse környékére. Az iskolai tanulmányai befejeztével von Baumach báró társaságában a trónörökös egy Németország körüli útra indult, melynek során hosszabb időt töltött nagybátyja, II. Frigyes Vilmos porosz király udvarában.
1799-ben véglegesen visszatért a hesseni fővárosba; ettől fogva trónörökösi teendőinek és a hadseregnek szentelte magát. Édesapja megbízásából diplomáciai és reprezentatív feladatokat is ellátott: Lajos trónörökös képviselte országát I. Napóleon francia császár koronázásán, valamint ő folytatott tárgyalásokat a napóleoni háborúkat lezáró bécsi kongresszuson. A harcok során nagyhercegséggé emelt hesseni állam belpolitikájába is volt beleszólása, mivelhogy az országgyűlés felső táblájának tagja volt, s a gyűléseken rendszerint részt is vett. 1823-ban az államtanácsba is bekerült.

## Uralkodása
A trónörökös édesapja halála napján, 1830. április 6-án II. Lajos néven került a hesseni trónra. Regnálása elején rögtön zavargásokkal kellett szembenéznie. A felkeléseket főleg külföldiek szították az egyszerű parasztok körében; s bár Lajos nagyherceg öccse, Emil herceg uralkodói parancsra gyorsan felszámolta a lázadók csapatait a hesseni sereg élén, a lakosság körében csak nehezen állt helyre a rend.
II. Lajos megkísérelte apja reformpolitikáját folytatni, elődje által kinevezett minisztereit nem váltatta le. Jelentősebb újításokat nem tudott elérni a gazdaság terén, ugyanakkor a közigazgatási rendszert annak újjászervezésével átláthatóbbá és lényegesen egyszerűbbé tette. Vallási kérdésben a nagyherceg engedékenynek mutatkozott a katolikus egyházzal szemben annak ellenére, hogy a hesseni államvallás hivatalosan az evangélikus kereszténység volt. Engedélyt adott egy katolikus iskola építésére, illetve a gießeni egyetemen a katolikus és a protestáns vallásúak egyenlő bánásmódban részesültek, egyik felekezet hívei sem élveztek előnyöket. Állami iskolákat hoztak létre a nagyherceg támogatásával; fejlesztették az oktatás színvonalát. A kézműipari termékeket hivatalos kiállítások rendezésével segítették; az 1842-es harmadik mainzi kiállításon már az összes német tagállam részt vett. Új büntetőtörvénykönyv született, a polgári törvénykönyvet több pontban is módosították.
Az állam jelentős beruházásaként II. Lajos uralkodása alatt építették meg az első hesseni vasútvonalakat: a Main–Neckar–Bahn szakaszt Frankfurt és Heidelberg–Mannheim között a főváros felé, továbbá a Frankfurtból Kassel irányába tartó Main–Weser–Bahn pályát. Ezek a szakaszok a mai hesseni fő vasútvonalak szerves alapjait adták. Az építkezéseket a hesseni és a badeni állam együttes anyagi forrásaiból fedezték, így a később elkészült pályák is közös hesseni–badeni tulajdonba kerültek.

## Házassága és gyermekei
II. Lajos nagyherceg 1803-ban kötött eljegyzést elsőfokú unokatestvérével, Vilma badeni hercegnővel, akinek édesanyja, Amália hessen–darmstadti hercegnő a nagyherceg apai nagynénje volt. Az esküvőre 1804. június 19-én került sor Badenben. Hivatalosan négy gyermekük született, azonban Vilma nagyhercegné August von Senarclens de Grancy báróval folytatott viszonyából valószínűleg két utód származott, akiket a nagyherceg sajátjaként ismert el:
- Lajos herceg (1806–1877), később Hessen nagyhercege
- Károly Vilmos herceg (1809–1877), nőül vette Mária Erzsébet porosz hercegnőt
- koraszülött gyermek (1820)
- Erzsébet hercegnő (1821–1826), kisgyermekként elhalálozott
- Sándor Lajos herceg (1823–1888), morganatikus házasságot kötött Julia von Hauke grófnővel; Battenberg hercege
- Maximilianna Vilma Mária hercegnő (1824–1880), házassága révén Oroszország cárnéja.

1843-tól kezdve II. Lajos nagyherceg egészsége rohamos hanyatlásnak indult. 1848 márciusában az egyre feszültebb belpolitikai helyzet – mely végül forradalomba torkollott – arra késztette, hogy március 5-én lemondjon a kormányzáshoz való jogáról legidősebb fia javára, régenssé emelve a herceget. A nagybeteg II. Lajos 1848. június 16-án hunyt el a hesseni fővárosban. Örökébe legidősebb fia lépett III. Lajos néven.

## Fordítás
- Ez a szócikk részben vagy egészben a Louis II, Grand Duke of Hesse című angol Wikipédia-szócikk ezen változatának fordításán alapul.  Az eredeti cikk szerkesztőit annak laptörténete sorolja fel. Ez a jelzés csupán a megfogalmazás eredetét és a szerzői jogokat jelzi, nem szolgál a cikkben szereplő információk forrásmegjelöléseként.